# Peñas de Aya
Peñas de Aya o in basco Aiako Harria (lett. "Rocce di Aia") è una catena montuosa spagnola, situata presso Oiartzun e Pasaia, comuni della provincia di Gipuzkoa, nella comunità autonoma dei Paesi Baschi. Essa dà il nome all'omonimo parco naturale, e vi passa il fiume Oiartzun. Le tre cime più alte sono Irumugarrieta (806 m), Txurrumurru (821 m) e Erroilbide (837 m).

## Galleria d'immagini

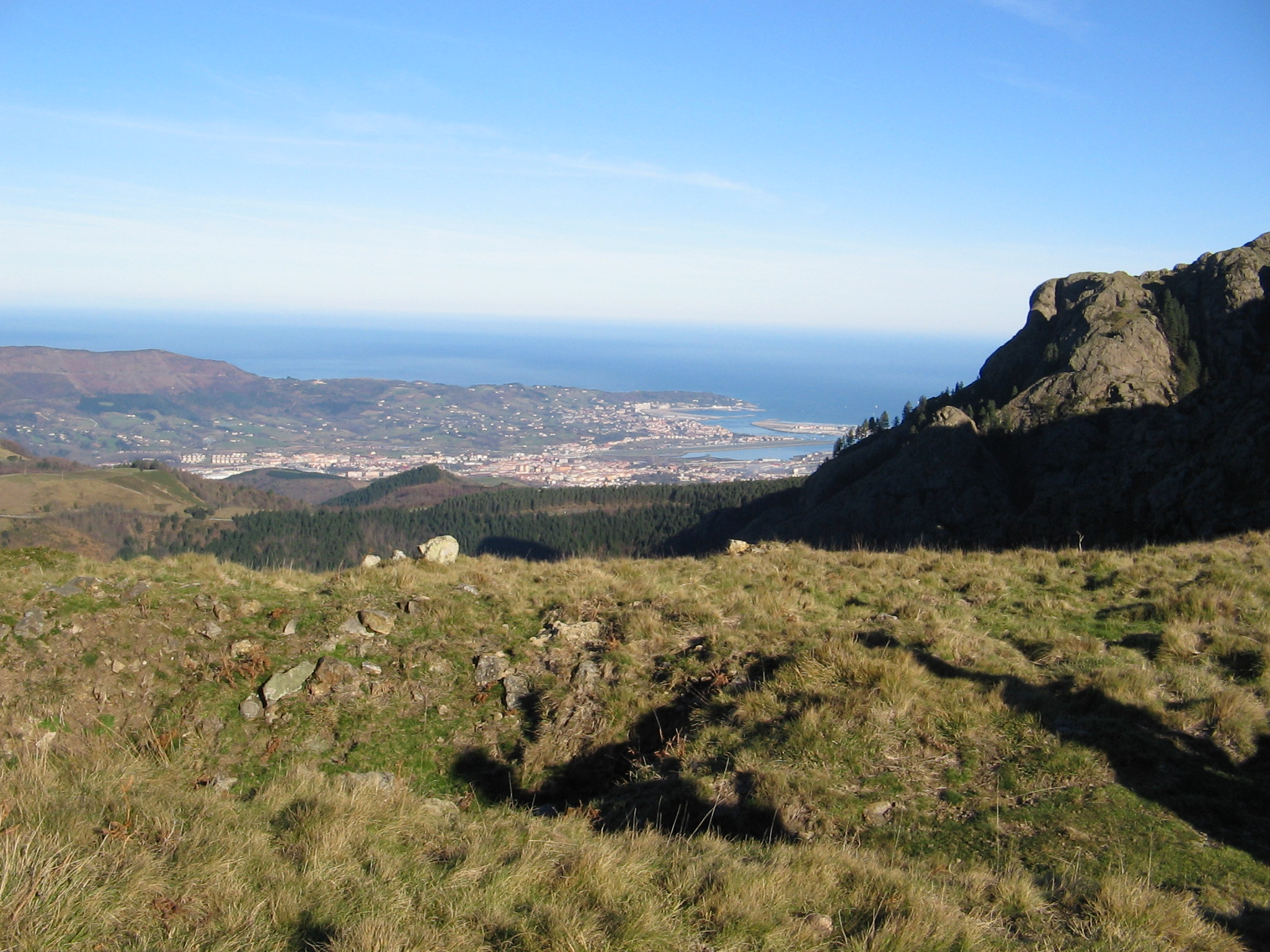
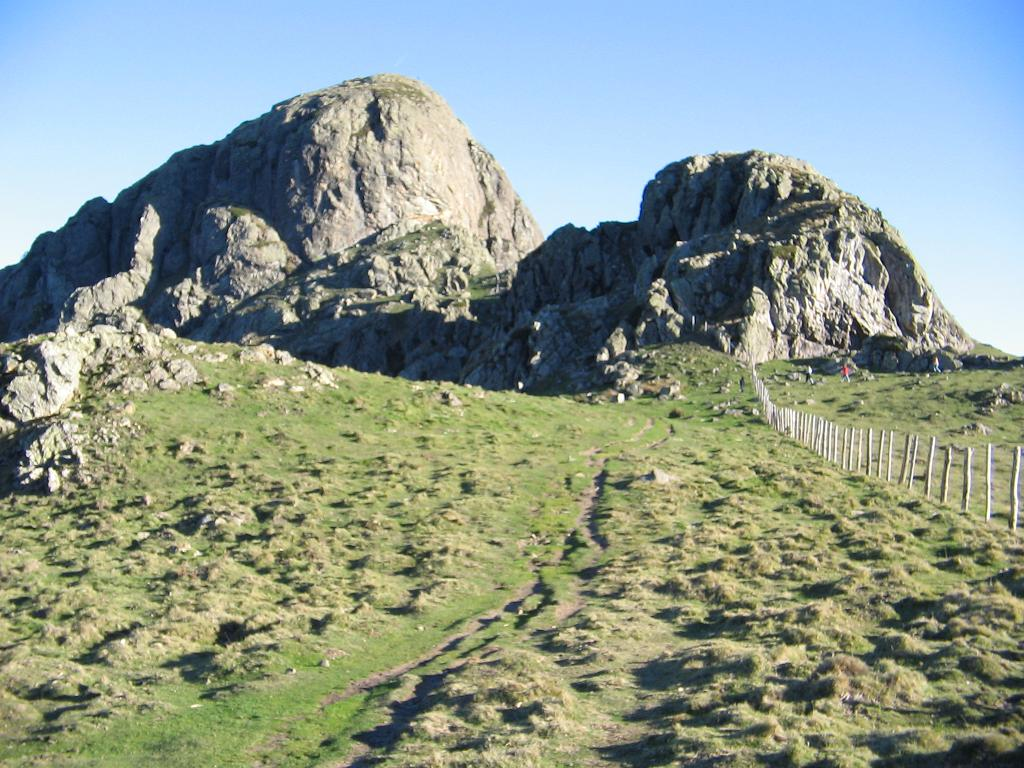
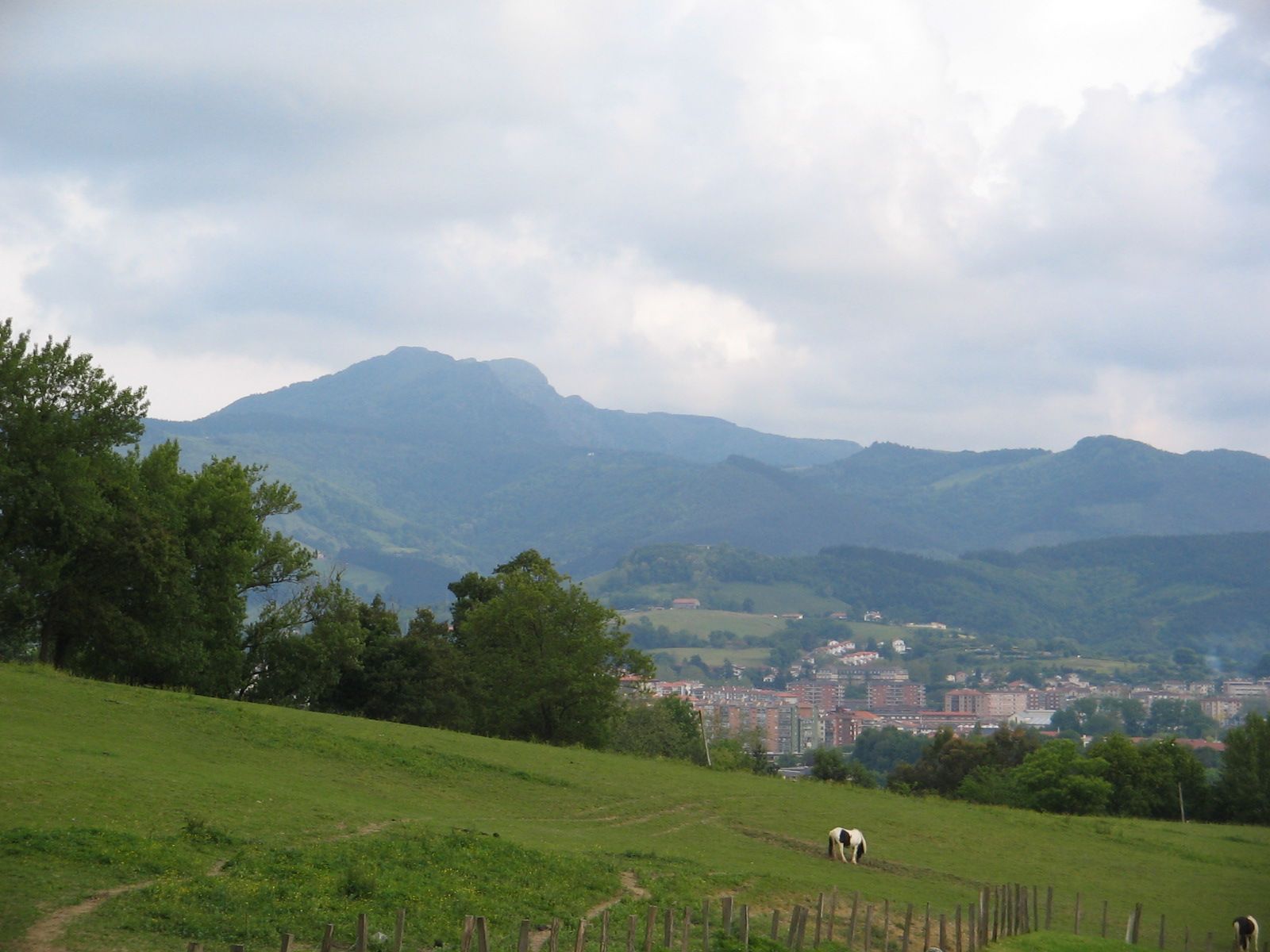